# Чемпіонат світу з біатлону 1974
13-ий чемпіонат світу з біатлону відбувався з 27 лютого по 1 березня 1974 року в Мінську, Білорусь (на той час СРСР). До програми чемпіонату входили три гонки: спринт на 10 км, 20-кілометрова індивідуальна гонка та естафета 4х7,5 км. Спринт був вперше включений до програми чемпіонату світу. Також це був перший чемпіонат світу, який проходив на території СРСР.

## Результати

### 20 км індивідуальна гонка
| Медаль | Ім'я             | Країна    | Промахи | Результат | Відставання |
| ------ | ---------------- | --------- | ------- | --------- | ----------- |
| 1      | Юхані Суутарінен | Фінляндія | 1       | 1:12:04,7 | 0,0         |
| 2      | Георгій Гірніта  | Румунія   | 1       | 1:13:28,9 | +1:24.2     |
| 3      | Тор Свендсбергет | Норвегія  | 3       | 1:13:37,1 | +1:34.4     |

### 10 км спринт
| Медаль | Ім'я             | Країна    | Промахи | Результат | Відставання |
| ------ | ---------------- | --------- | ------- | --------- | ----------- |
| 1      | Юхані Суутарінен | Фінляндія | 2       | 37:42,4   | 0,0         |
| 2      | Гюнтер Бартник   | НДР       | 4       | 38:30,7   | +48,3       |
| 3      | Торстен Вадман   | Швеція    | 2       | 38:44,0   | +1:01.6     |

### Естафета
| Медаль | Країна                                                               | Штрафи | Результат | Відставання |
| ------ | -------------------------------------------------------------------- | ------ | --------- | ----------- |
| 1      | СРСР Олександр Тихонов Олександр Ушаков Микола Круглов Юрій Колмаков |        |           |             |
| 2      | Фінляндія Сімо Халонен Хейккі Фльойт Юхані Суутарінен Хейккі Ікола   |        |           |             |
| 3      | Норвегія К'єль Ховда Каре Ховда Тар'є Хансен Тор Свендсбергет        |        |           |             |

## Таблиця медалей
| Місце | Країна    | 1 | 2 | 3 | Всіх |
| ----- | --------- | - | - | - | ---- |
| 1     | Фінляндія | 2 | 1 | 0 | 3    |
| 2     | СРСР      | 1 | 0 | 0 | 1    |
| 3     | НДР       | 0 | 1 | 0 | 1    |
| 3     | Румунія   | 0 | 1 | 0 | 1    |
| 5     | Норвегія  | 0 | 0 | 2 | 2    |
| 6     | Швеція    | 0 | 0 | 1 | 1    |